# Петіоль

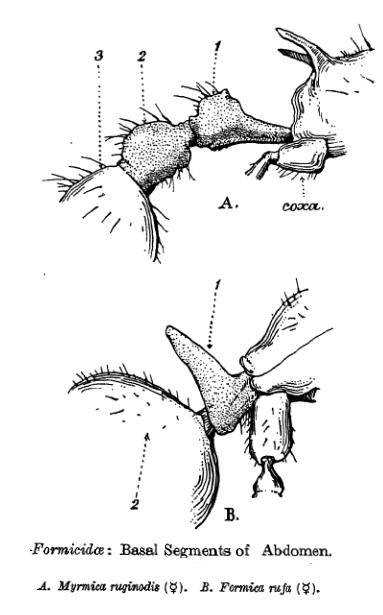
Порівняння двочленикового (A — Myrmica ruginodis) і одночленикового стебельця (B — Formica rufa) мурашок. 1 — петіоль

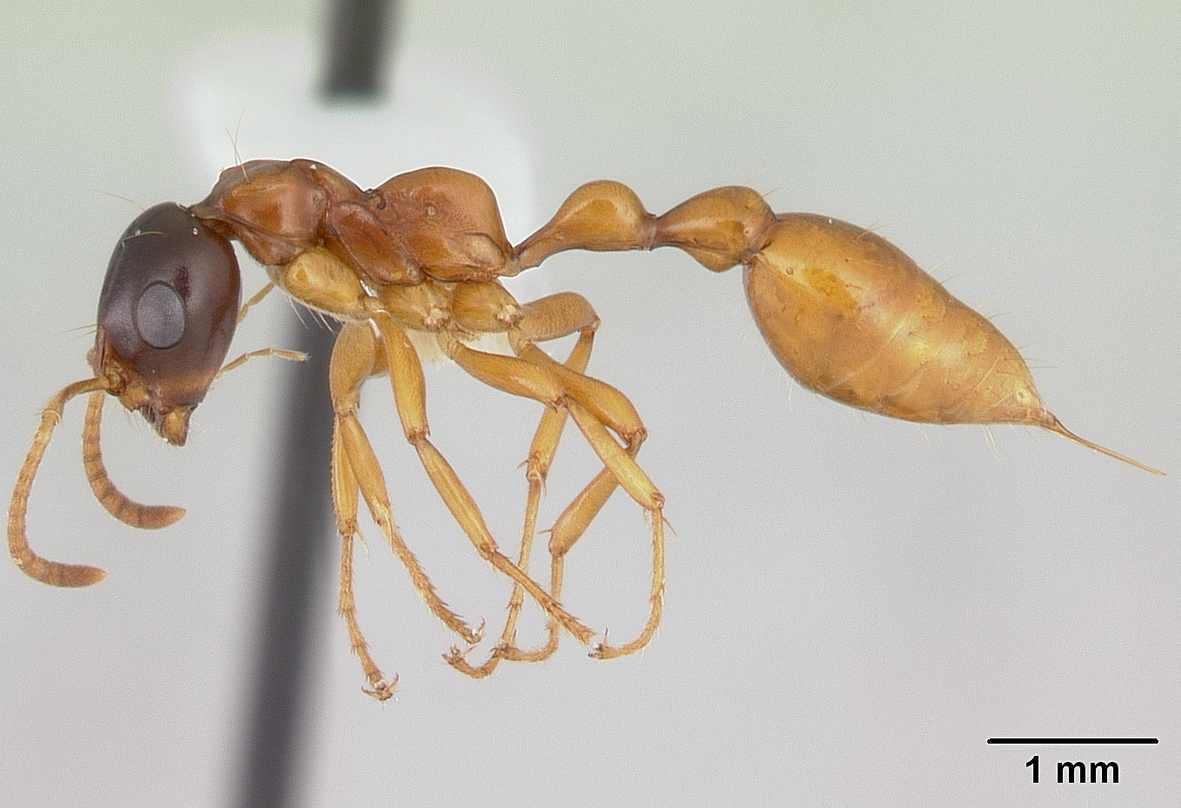
Мурашка роду Tetraponera з двочлениковим стебельцем

Петіоль (від лат. petiolus — ніжка, черешок), стебельце — особливий сегмент метасоми комах, що з'єднує черевце з грудьми. Завдяки вузькому стебельцю утворюється «осина талія», характерна для представників підряду Apocrita з ряду Hymenoptera. Частину метасоми позаду стебельця називають черевцем.

## Опис
У мурашок бувають двочлениковый (петіолюс + постпетіолюс) і одночлениковий (петіолюс — лусочка) види стебелець між грудьми і черевцем. Кількість члеників і форма стебельця дуже важливі для визначення виду. Наприклад, у мурашок підродини Formicinae стебельце одночленикове, а у Myrmicinae — двочленикове.
Важливу роль у класифікації надродових таксонів мурах відіграє будова хельціума постпетіоля (helcium — пресклерит абдомінального сегмента III або постпетіоля), що з'єднує його з петіолем.

## Галерея

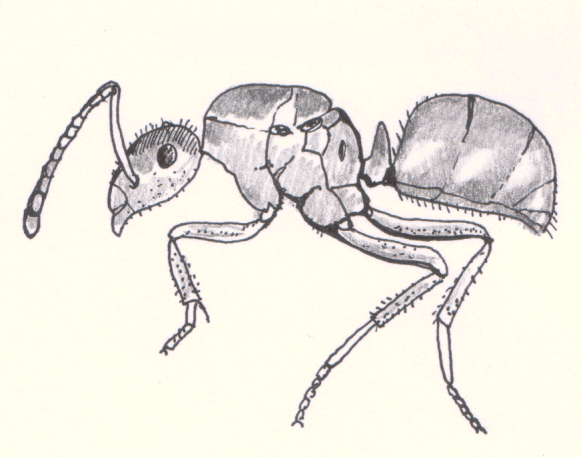
Одночленикове стебельце (петіолюс) у мурах-форміцин
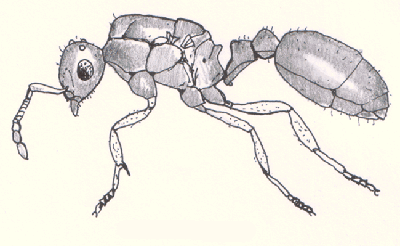
Двочленикове стебельце (петіолюс + постпетіолюс) у самиці мурашок-мирміцин
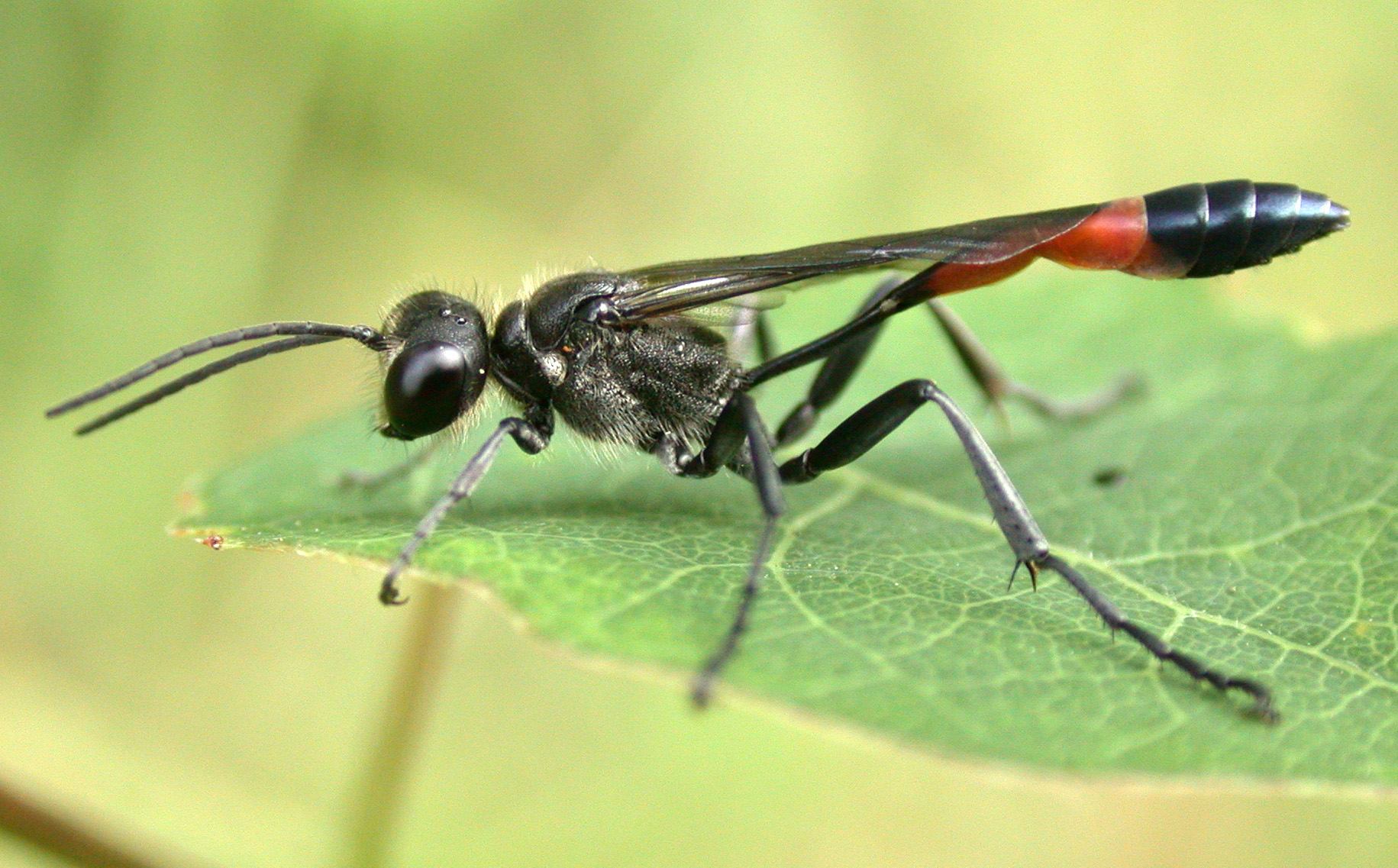
Осина талія піщаної оси Ammophila sabulosa